# Lorenzo Baldisseri
Lorenzo Baldisseri (San Pietro in Campo, 29 de setembro de 1940) é um cardeal católico pertencente ao serviço diplomático da Santa Sé.

## Biografia e formação
Lorenzo foi o mais jovem dos cinco filhos sobreviventes de Giovanni Baldisseri e Gemma Satti, que eram de Camporgiano, na região Toscana da Itália.
Completou seus estudos elementares na escola de San Pietro in Campo; fez o primeiro ano do ensino médio em Barga. No segundo ano, entrou no Seminário de Pisa, onde seu irmão Silvio, já estava estudando. Foi ordenado padre no dia 29 de junho de 1963, em Pisa, pelas mãos de Dom Ugo Camozzo, arcebispo de Pisa.
Entre 1968 e 1969 frequentou o Convitto San Carlo al Corso, em Roma, para estudar música no Pontifício Instituto Superior de Música, onde teve como mestre, o Monsenhor Domenico Bartolucci, que seria criado futuro cardeal em 2010.
No período de 1970 a 1973 faz sua formação teológica na Pontifícia Universidade Lateranense, em Roma, onde obteve licenciatura em teologia e doutorado em direito canônico. Neste mesmo período, também fez seus estudos diplomáticos na Pontifícia Academia Eclesiástica e na sequência, completou seus estudos em Direito Internacional na Universidade de Perugia.

## Sacerdócio
Após sua ordenação, celebrou sua primeira missa solene no dia seguinte, em Barga. Em 7 de julho, passou a ser o capelão em San Pietro in Campo, sua cidade natal, na paróquia de San Stefano Moena, onde permaneceu até 1966. De 1966 a 1967, foi capelão na paróquia de Querceta, em Versilia. Durante esse período também estudou piano no Conservatório Boccherini de Lucca.
Iniciou sua atuação no Serviço Diplomático da Santa Sé em 1973, trabalhando nas nunciaturas apostólicas na Guatemala e em El Salvador. De 1973 a 1977 deu aulas de direito canônico e direito internacional no Instituto Internacional Teológico Salesiano e na Universidade Francisco Marroquín, na Guatemala.
Foi secretário na nunciatura no Japão de 1977 a 1979, auditor na nunciatura no Brasil entre 1980 e1982, com o núncio Dom Carmine Rocco e auditor na nunciatura do Paraguai em 1983. Entre 1983 e 1986 foi auditor na nunciatura na França e conselheiro na nunciatura no Zimbabue de1986 a 1990. Foi encarregado de uma missão especial para o Haiti em 1991.

## Episcopado
Ao retornar do Haiti, foi nomeado pelo Papa João Paulo II, arcebispo titular de Diocleziana na Dardânia em 15 de janeiro de 1992.
Dom Lorenzo recebeu a ordenação episcopal no dia 7 de março de 1992, em Pisa, das mãos de Dom Angelo Cardeal Sodano, Secretário de Estado da Santa Sé, assistido por Dom Justin Francis Cardeal Rigali, secretário da Sagrada Congregação para os Bispos, e Dom Alessandro Plotti, Arcebispo de Pisa. Seu lema episcopal é Itinere laete servire Domino (Sigo alegremente servindo ao Senhor).
Retornou ao Haiti, tendo sido nomeado núncio Apostólico naquele país de 1992 a 1995. Foi ainda núncio Apostólico no Paraguai (1995 – 1999), na Índia e Nepal (1999 – 2002).
Foi nomeado núncio no Brasil no dia 12 de novembro de 2002, sucedendo Dom Alfio Rapisarda. Em dezembro de 2008 recebeu das mãos do governador Aécio Neves, no Palácio da Liberdade, em Belo Horizonte a comenda Medalha da Inconfidência, condecoração mais elevada concedida pelo governo do Estado de Minas Gerais. Recebeu o título de Doutor Honoris Causa da Pontifícia Universidade Católica de Minas Gerais em 9 de junho de 2011.
No dia 11 de janeiro de 2012, o Papa Bento XVI o nomeou secretário da Congregação para os Bispos no Vaticano. Nomeado secretário do Colégio Cardinalício, secretariou o Conclave de 2013, que elegeu o Papa Francisco. Este, por sua vez, retomou a tradição de criar Cardeal o secretário dos trabalhos, imediatamente após a aceitação da eleição.
Foi nomeado secretário-geral do Sínodo dos Bispos em 21 de setembro de 2013 e membro da Congregação para os Bispos em 16 de dezembro de 2013. Foi ainda nomeado conselheiro da Pontifícia Comissão para a América Latina em 15 de janeiro de 2014.

## Cardinalato
Dom Lorenzo Baldisseri foi secretário do Conclave que elegeu o Papa Francisco em março de 2013. Após a eleição e anúncio do novo Papa, ao voltar para a Capela Sistina, já paramentado como Papa, Francisco foi até ao meio dos cardeais, pegou seu solidéu vermelho que usava até pouco antes como cardeal, e o colocou na cabeça de Dom Lorenzo. O ato de indicar o secretário do Conclave para o título de cardeal é uma tradição, que havia sido repetida pela última vez pelo Papa João XXIII em outubro de 1958. Mesmo antes de ser criado formalmente cardeal, Dom Lorenzo continuou fazendo já uso do solidéu cardinalício que lhe foi conferido pelo Papa.
Dom Lorenzo foi criado formalmente Cardeal-diácono, com o título de Santo Anselmo em Aventino, no Consistório Ordinário Público de 2014, em 22 de fevereiro. Em 22 de maio de 2014, foi nomeado membro das Congregações para as Causas dos Santos e para os Bispos; e conselheiro da Pontifícia Comissão para a América Latina. Membro da Congregação para a Evangelização dos Povos em 13 de setembro de 2014. Participou da Terceira Assembleia Geral Extraordinária do Sínodo dos Bispos, Vaticano, de 5 a 19 de outubro de 2014. Em 2016, o Papa pediu-lhe que proferisse as meditações da Sexta-feira Santa, no Coliseu Romano. No dia 15 de setembro de 2020, o Papa aceitou a sua renúncia ao cargo de secretário-geral do Sínodo dos Bispos. Em 29 de setembro de 2020 completou oitenta anos e perdeu o direito de participar do conclave.
Em 1º de julho de 2024 optou pela ordem presbiteral, mantendo sua diaconia elevada pro hac vice ao título de cardeal.

## Ordenações episcopais
Dom Baldisseri presidiu a ordenação episcopal de:
- Dom Afonso Fioreze, CP
- Dom Severino Clasen, O.F.M.
- Dom Ângelo Pignoli
- Dom Juarez Sousa da Silva
- Dom José Moreira da Silva
- Dom Odelir José Magri M.C.C.I.
- Dom Jaime Cardeal Spengler, O.F.M.

Foi concelebrante da ordenação episcopal de:
- Dom Percival Joseph Fernandez
- Dom Agnelo Rufino Gracias
- Dom Fabio Fabene
- Dom Piergiorgio Bertoldi